# Parti Dahoméen de l'Unité
De Parti dahoméen de l'unité (Nederlands: Unie van de Eenheid van Dahomey) was een politieke partij in Dahomey, het latere Benin. De partij bestond van 1960 tot 1963.
De PDU ontstond na de samenvoeging van de Parti des nationalistes de Dahomey (PND) van Sourou Migan Apithy, die vooral aanhang had onder de Yoruba en de Nagot in het zuidoosten van Dahomey, de Rassemblement démocratique dahoméenne (UDH) van Hubert Maga die veel aanhangers telde onder de volkeren in het noorden van het land, en enkele kleine splinterpartijtjes. De eerste parlementsverkiezingen in de nieuwe Republiek Dahomey in 1960 werden gewonnen door de DUP die alle zestig zetels in de Nationale Vergadering wist te veroveren. Maga werd daarop in zijn functie president van het land bevestigd en Apithy in diens functie als vicepresident. Kort hierop maakte Maga van Dahomey een eenpartijstaat met de DUP als enige legale partij. Oppositieleider Justin Ahomadegbé-Tomêtin van de Union démocratique dahoméenne (UDD) werd in 1961 opgepakt en beschuldigd van het beramen van een staatsgreep. Ahomadegbé-Tomêtin en zijn medesamenzweerders werden veroordeeld tot gevangenisstraffen van vijf jaar, maar kwamen in 1962 tijdens een amnestie weer vrij.
Onvrede over het beleid van Maga leidde in 1963 tot een militaire staatsgreep door kolonel Christophe Soglo, de chef van het leger. Soglo zette Maga af en verbood de PDU. De opvolger van de PDU als enige partij in Dahomey was de Parti démocratique dahoméen (PDH).

## Verwijzingen
1. 1 2  S. Decalo: Historical Dictionary of Benin, Scarecrow Press, Inc. Lanham MD / Londen V.K. 1995, p. 275